# Bill Laimbeer
William J. Laimbeer Jr. (* 19. Mai 1957 in Boston, Massachusetts) ist ein ehemaliger US-amerikanischer Basketballspieler, der von 1980 bis 1994 in der NBA aktiv war. Bekanntheit erlangte er vor allem als Bestandteil der Detroit Pistons „Bad Boys“, die 1989 und 1990 die NBA-Meisterschaft gewannen. Zudem wurde er viermal NBA-All-Star und führte die Liga einmal im Rebounding an. Aufgrund seiner äußerst körperbetonten Spielweise, seiner Affinität zu Raufereien und seinen unterschwelligen Fouls, die von den Schiedsrichtern oft unentdeckt blieben, galt Laimbeer zwischenzeitlich als der unbeliebteste Spieler der NBA. So ist Laimbeer der Basketballwelt bis heute, obwohl er auch solide Rebound-Werte vorweisen konnte und ein zuverlässiger Distanzschütze war, vor allem aufgrund seiner unnachgiebig harten Defensivarbeit bekannt.
Nach seiner Spielerkarriere wurde er Trainer in der Women’s National Basketball Association (WNBA), wo er die Detroit Shock zu drei Meistertiteln führte.

## Jugend und College
Laimbeer wurde in Boston als Sohn von Mary und William Laimbeer Sr., einem leitenden Angestellten bei Owens-Illinois, geboren. Er hat zwei Schwestern, Susan und Lee Ann. Zunächst wuchs er in Clarendon Hills, einem Vorort der Stadt Chicago, auf. Als er in der elften Klasse in der Highschool war, zog seine Familie ins kalifornische Palos Verdes Estates um.
Nach seinem Highschool-Abschluss besuchte Laimbeer die University of Notre Dame, wo er nach seinem Freshman-Jahr jedoch exmatrikuliert wurde. Er ging daraufhin zwei Semester lang auf das Owens Technical College, um seine Eignung wiederzuerlangen und kehrte anschließend nach Notre Dame zurück.
Laimbeer spielte College-Basketball für das Team von Notre Dame, die Fighting Irish, mit denen er 1978 die regionale Meisterschaft gewann und damit das Final-Four-Turnier der NCAA Division I Basketball Championship erreichte. Ein Jahr später unterlag Notre Dame im Regionalmeisterschaftsfinale der Elite Eight dem von Magic Johnson angeführten Team der Michigan State University.

## Spielerkarriere
Nachdem Laimbeer die University of Notre Dame besucht hatte, wurde er im NBA-Draft 1979 an 65. Stelle von den Cleveland Cavaliers ausgewählt. Bevor er jedoch für Cleveland spielte, spielte er in seinem ersten Profijahr in Italien. Am 16. Februar 1982 wechselte er zu den Detroit Pistons, wo er bis zu seinem Karriereende im Jahre 1994 aktiv war.
Laimbeer spielte auf der Position des Centers. Gefürchtet war er aufgrund seiner rüden Verteidigung, bei der er oftmals unsanft mit seinem Gegenspieler umging. Er arbeitete mit vielen versteckten Fouls, wodurch es zu diversen Raufereien, wie zum Beispiel mit Larry Bird, Robert Parish und Charles Barkley, kam. Damit trug er seinen Teil dazu bei, dass die Detroit Pistons damals als Bad Boys bezeichnet wurden.
Jedoch besaß er auch viele basketballerische Fähigkeiten. Mit annähernd 200 erfolgreichen 3-Punkte-Würfen gehörte er zu den besten Distanzschützen unter den Centern. Auch spielte er das Pick and Roll in Perfektion mit den Guards Isiah Thomas und Joe Dumars. Darüber hinaus war er ein sehr guter Rebounder.
Laimbeer wurde in den Jahren 1983, 1984, 1985 und 1987 in das NBA All-Star Game berufen. In den Jahren 1989 und 1990 gewann er mit Detroit die NBA-Meisterschaft. In der NBA-Geschichte gehört er den 19 Spielern an, die in ihrer Karriere mindestens 10.000 Punkte und 10.000 Rebounds ansammeln konnten. Bei den Pistons wurde Laimbeers Rückennummer 40 ihm zu Ehren zurückgezogen und wird seitdem nicht mehr an andere Spieler vergeben.

## Trainerkarriere
Im Jahr 2002 übernahm er den Trainerposten der Detroit Shock, die in der WNBA spielen. Schon ein Jahr später gewannen das Team ihre erste Meisterschaft, wodurch Laimbeer zusätzlich mit dem WNBA Coach of the Year Award geehrt wurde. In den Jahren 2006 und 2008 gewann die Mannschaft ebenfalls den WNBA-Meistertitel.
Im Juni 2009 gab Laimbeer seinen Trainerposten ab. Zu Beginn der NBA-Saison 2009/10 wurde er Assistenztrainer bei den Minnesota Timberwolves.
Im Oktober 2012 gab New York Liberty aus der WNBA bekannt, dass Laimbeer ab der Spielzeit 2013 das Traineramt sowie den Posten des General Managers übernimmt. 2015 wurde er zum zweiten Mal mit dem WNBA Coach of the Year Award ausgezeichnet.
2017 beendete Laimbeer sein Engagement in New York. Ab der Spielzeit 2018 war er als Trainer bei den Las Vegas Aces tätig. Laimbeer beendete im Jahr 2021 seine Trainertätigkeit bei den Las Vegas Aces. Im Mai 2022 gab Laimbeer das Ende seiner Trainerkarriere bekannt.

## Sonstiges
Bill spielte beim Spielfilm Hot Shots! mit. Hier war er kurz bei einer Rauferei mit Charles Barkley zu sehen.